# حساسنه (تموشنت)
حساسنه (به عربی: الحساسنة) یک شهرداری در الجزایر است که در استان عین تموشنت واقع شده‌است. حساسنه ۸۵٫۶۱ کیلومتر مربع مساحت و ۴٬۱۸۴ نفر جمعیت دارد.